# لوور ناینت وارد
لوور ناینت وارد (به انگلیسی: Lower Ninth Ward) یک منطقهٔ مسکونی در ایالات متحده آمریکا است که در لوئیزیانا واقع شده‌است. لوور ناینت وارد ۱٬۲۷۱ نفر جمعیت دارد.